# Projensdorfer Gehölz
Das Projensdorfer Gehölz ist ein etwa 200 Hektar großer Wald im Stadtteil Wik der schleswig-holsteinischen Landeshauptstadt Kiel. Er liegt am Südufer des Nord-Ostsee-Kanals zwischen B76, B503 und Steenbeker Weg. Der Erlenkampsee, das Tiergehege Tannenberg, der Tannenberg (37 m), der Auberg (25 m), der Knivsberg (29 m) und der Kürberg (30 m) befinden sich im Waldgebiet.

## Geschichte
Das Projensdorfer Gehölz wurde 1900 nach dem Bau des Nord-Ostsee-Kanals als Erholungsgebiet angelegt. Rund um den 37 Meter hohen Tannenberg entstand auf dem Aushub des Kanals der Stadtpark, den die Stadtplaner durch umfangreiche Aufforstungen als Wald gestalteten.
Die ehemaligen Projensdorfer Ländereien mit 225 ha Fläche bestanden vorher überwiegend aus Weizenackerland. In dem Gebiet gab es nur sieben Wohngebäude mit 52 Einwohnern. Um den Tannenberg herum wuchs schon ein kleiner, etwa 20 Hektar großer Wald, der Projensdorfer Gehölz genannt wurde. Nach dem Ersten Weltkrieg vergab die Stadt Kiel 86.000 m² des Geländes für den Bau von Siedlungshäusern durch Erbbaurecht.

## Tiergehege Tannenberg
Das Tiergehege Tannenberg ist mit ca. 40 Hektar das größte von der Stadt Kiel bewirtschaftete Tierareal in dem neben Wildschweinen auch Schottische Hochlandrinder, Damhirsche, Mufflons und Rehe gehalten werden.